# Architecture de mémoire à multiples canaux

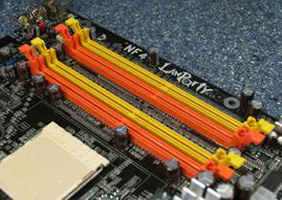
Connecteurs de mémoire (memory slot) colorés (en orange et en jaune) dans une architecture de mémoire à canal double. Une paire de barrettes identiques doit être insérée dans des connecteurs de même couleur.

L'architecture de mémoire à multiples canaux (ou architecture de mémoire multiplex) est une solution technique mise en place sur une carte mère permettant d'augmenter la bande passante entre la mémoire vive et le contrôleur mémoire. Les contrôleurs de mémoire offrant l'architecture à multiples canaux utilisent deux, trois ou quatre canaux de données de 64 bits, donnant ainsi une bande passante totale de 128 bits, 192 bits ou 256 bits pour le transfert de données entre la mémoire vive et le processeur. Le principe est donc d'utiliser ces canaux en y attribuant chacun la communication avec une barrette mémoire. Les barrettes doivent avoir les mêmes caractéristiques puisqu'elles sont gérées par le même contrôleur de mémoire.
Dans certains cas, il est possible d'utiliser des barrettes qui ne sont pas identiques, par exemple, provenant de fabricants différents. Mais elles doivent absolument être de même capacité, de mêmes spécifications et avoir des puces de même architecture interne. Cependant, il est conseillé d'utiliser des paires identiques. D'ailleurs plusieurs fabricants de cartes mères ne vont officiellement supporter que les configurations dans lesquelles des barrettes absolument identiques sont utilisées.
L'introduction de cette technique sur les machines grand public a lieu en 2001 avec l'apparition du chipset nForce 420 de NVIDIA. Cette puce étant uniquement destinée aux processeurs AMD, il faut attendre 2003 et la sortie du chipset Intel E7205 pour pouvoir utiliser le canal double sur les plates-formes Intel.

## But

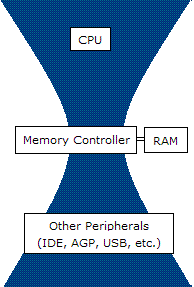
Le goulot d'étranglement entre les différents organes du PC.
CPU = processeur ; Memory controller = contrôleur mémoire ; RAM = mémoire vive ; Other peripherals = autres périphériques (IDE, AGP, USB)

L'architecture à multiples canaux d'un contrôleur mémoire permet d'augmenter le débit de données entre le microprocesseur et la mémoire centrale réduisant le goulot d'étranglement entre les deux. Le contrôleur mémoire détermine les types, capacités et vitesses de chaque barrette mémoire et détermine ainsi la vitesse et capacité totale de la mémoire du système. Il existe plusieurs façons de concevoir un contrôleur de mémoire ; jusqu'en 2001, la façon la plus courante était la configuration à canal simple. Ses avantages étaient son faible coût et sa flexibilité. Avec les progrès des microprocesseurs, le contrôleur est devenu le principal goulot d'étranglement car il n'arrivait plus à accéder à la mémoire assez rapidement pour satisfaire le processeur.
La configuration à multiples canaux permet une augmentation de la bande passante mémoire. À la place d'un seul canal de mémoire, des canaux supplémentaires sont ajoutés en parallèle. Avec deux, trois ou même quatre canaux travaillant simultanément, l'effet de goulot d'étranglement est réduit. Au lieu d'attendre que les techniques de mémoire vive s'améliorent, l'architecture à multiples canaux optimise simplement l'utilisation de la technique actuelle. Bien que l'implémentation diffère selon les types de processeurs AMD et Intel, le principe est le même.

## Architecture à double canal
Dans une architecture de mémoire à double canal, les contrôleurs mémoire utilisent deux canaux de 64 bits pour transférer l'information entre la mémoire vive et le processeur. L'architecture à double canal ne doit pas être confondue avec la technologie débit de données double (en anglais, double data rate ou DDR) qui transfère les données à la fois sur le front montant et sur le front descendant des impulsions d'horloge, ce qui a aussi pour effet de doubler le débit du bus. Les deux technologies sont indépendantes et les cartes mères les utilisent conjointement.

### Mise en œuvre pratique
Pour utiliser cette technologie, les barrettes de mémoire doivent être insérées d'une certaine manière sur la carte mère. Certains fabricants de cartes mères disposent les connecteurs de mémoire suivant un code couleur particulier permettant d'identifier visuellement les paires de connecteurs sur les différents canaux de mémoire.
Pour pouvoir fonctionner en canal double, les barrettes de mémoire doivent être identiques pour une paire de connecteurs identiques (de même couleur) sur deux canaux différents (cf. tableau ci-dessous).
| Configurations                                                       | Canal I | Canal I | Canal II | Canal II |
| Configurations                                                       | Fente 1 | Fente 2 | Fente 1  | Fente 2  |
| -------------------------------------------------------------------- | ------- | ------- | -------- | -------- |
| Une paire de barrette identiques (A1, A2)                            | A1      |         | A2       |          |
| Une paire de barrette identiques (A1, A2)                            |         | A1      |          | A2       |
| Deux paires de barrettes identiques deux à deux (A1, A2) et (B1, B2) | A1      | B1      | A2       | B2       |
| Quatre barrettes identiques (A1, A2, A3, A4)                         | A1      | A2      | A3       | A4       |

### Exemple de résultat
Dans un exemple de test donné sur YouTube sur un processeur Core i5-7300U, un jeu fonctionnant à 31 images par seconde en single channel passe à 42 images par seconde en dual channel. Ce test n'est bien entendu donné qu'à titre d'illustration pratique et non de démonstration de quoi que ce soit.

## Architecture à triple canal
L'architecture à triple canal peut seulement être utilisée lorsque les trois (ou les multiples de trois) barrettes de la mémoire de l'ordinateur sont identiques en capacité et en vitesse et sont installées dans les bons connecteurs mémoire. Si seulement deux barrettes sont installées, l'ordinateur opérera en mode double canal.

### Processeurs compatibles
Intel Core i7
- Intel Core i7-9xx Bloomfield, Gulftown
- Intel Core i7-9x0X Gulftown

Intel Xeon
- Intel Xeon E55xx  Nehalem-EP
- Intel Xeon E56xx  Westmere-EP
- Intel Xeon ECxxxx Jasper Forest
- Intel Xeon L55xx  Nehalem-EP
- Intel Xeon L5609  Westmere-EP
- Intel Xeon L5630  Westmere-EP
- Intel Xeon L5640  Westmere-EP
- Intel Xeon LC55x8 Jasper Forest
- Intel Xeon Wxxxx  Bloomfield, Nehalem-EP, Westmere-EP
- Intel Xeon X55xx  Nehalem-EP
- Intel Xeon X56xx  Westmere-EP[4],[5]

## Architecture à quadruple canal
L'architecture de mémoire à quadruple canal peut seulement être utilisée lorsque les quatre (ou les multiples de quatre) barrettes de la mémoire de l'ordinateur sont identiques en capacité et en vitesse et sont installées dans les bons connecteurs mémoire. Si seulement deux barrettes sont installées, l'ordinateur opérera en mode double canal. Si seulement trois barrettes sont installées, l'ordinateur opérera en mode triple canal.

### Processeurs compatibles
AMD Opteron
- Opteron 6100-series "Magny-Cours" (45 nm)[6]
- Opteron 6200-series "Interlagos" (32 nm)[7]

AMD Ryzen Threadripper
- AMD Ryzen Threadripper 1900X
- AMD Ryzen Threadripper 1920X
- AMD Ryzen Threadripper 1950X
- AMD Ryzen Threadripper 2920X
- AMD Ryzen Threadripper 2950X
- AMD Ryzen Threadripper 2970WX
- AMD Ryzen Threadripper 2990WX

Intel Core i7
- Intel Core i7-7820X
- Intel Core i7-7800X
- Intel Core i7-6950XE
- Intel Core i7-6800K
- Intel Core i7-4960X
- Intel Core i7-4930K
- Intel Core i7-4820K
- Intel Core i7-3970X
- Intel Core i7-3960X
- Intel Core i7-3930K
- Intel Core i7-3820

Intel Core i9
- Intel Core i9-7980XE
- Intel Core i9-7960X
- Intel Core i9-7940X
- Intel Core i9-7920X
- Intel Core i9-7900X

Intel Xeon
- Intel Xeon E5-16xx
- Intel Xeon E5-26xx